# 크리스티나 스쿠차
크리스티나 스쿠차(이탈리아어: Cristina Scuccia, 1988년 8월 19일 ~ )는 이탈리아의 수녀이자 가수이다. 크리스티나 수녀라는 뜻의 수오르 크리스티나(suor Cristina)라고도 알려져 있다. 2014년 《더 보이스 오브 이탈리》에 참가하여 우승하였으며, 유니버설 레코드와 계약을 맺게 되었다.